# Едвард Вільям Нельсон
Едвард Вільям Нельсон (англ. Edward William Nelson; 8 травня 1855 — 19 травня 1934) — американський натураліст і етнолог. Колекціонер біологічних зразків і відомий польовий натураліст, він став учасником кількох експедицій для дослідження фауни та флори. Він брав участь в експедиції Клінтона Гарта Мерріема у Долину смерті. Він також досліджував долину Йосеміті. На його честь названо декілька видів хребетних.

## Біографія
Нельсон народився в місті Манчестері (штат Нью-Гемпшир), старший син Вільяма та Марти (уродж.) Нельсон. Потім Нельсон і його брат жили з бабусею і дідусем по материнській лінії в горах Адірондак, коли його батько приєднався до Армії Союзу, а мати поїхала в Балтімор працювати медсестрою. Нельсон переїхав до Чикаго після того, як його батько загинув у громадянській війні, а мати заснувала там швейний бізнес.
У 1871 році його велика колекція комах згоріла під час пожежі в Чикаго, і сім'я залишилася без даху над головою. Після того він почав більше цікавитися птахами. З 1872 по 1875 рік він навчався в середній школі округу Кук, де директор підтримував його інтерес. Нельсон також познайомився з Генрі Геншоу та Едвардом Дрінкером Коупом, які допомогли йому розвинути інтерес до птахів.
У 1877 році Нельсон вступив до Корпусу зв'язку армії США. Спенсер Фуллертон Бейрд відповідав за вибір офіцерів зв'язку для віддалених станцій і обирав людей із науковою підготовкою, готових вивчати місцеву флору та фауну. Берд відправив Нельсона до міста Сент-Майкл на Алясці. Нельсон був натуралістом на борту USRC Thomas Corwin, який йшов до острова Врангеля на пошуки експедиції Жанетт у 1881 році. Нельсон опублікував свої спостереження у Звіті про колекції природної історії, зроблені на Алясці між роками 1877—1881 (Report upon Natural History Collections Made in Alaska between the Years 1877—1881; 1887). Він також опублікував свої етнологічні спостереження в монографії «Ескімоси Берингової протоки» (The Eskimo about Bering Strait, 1900).

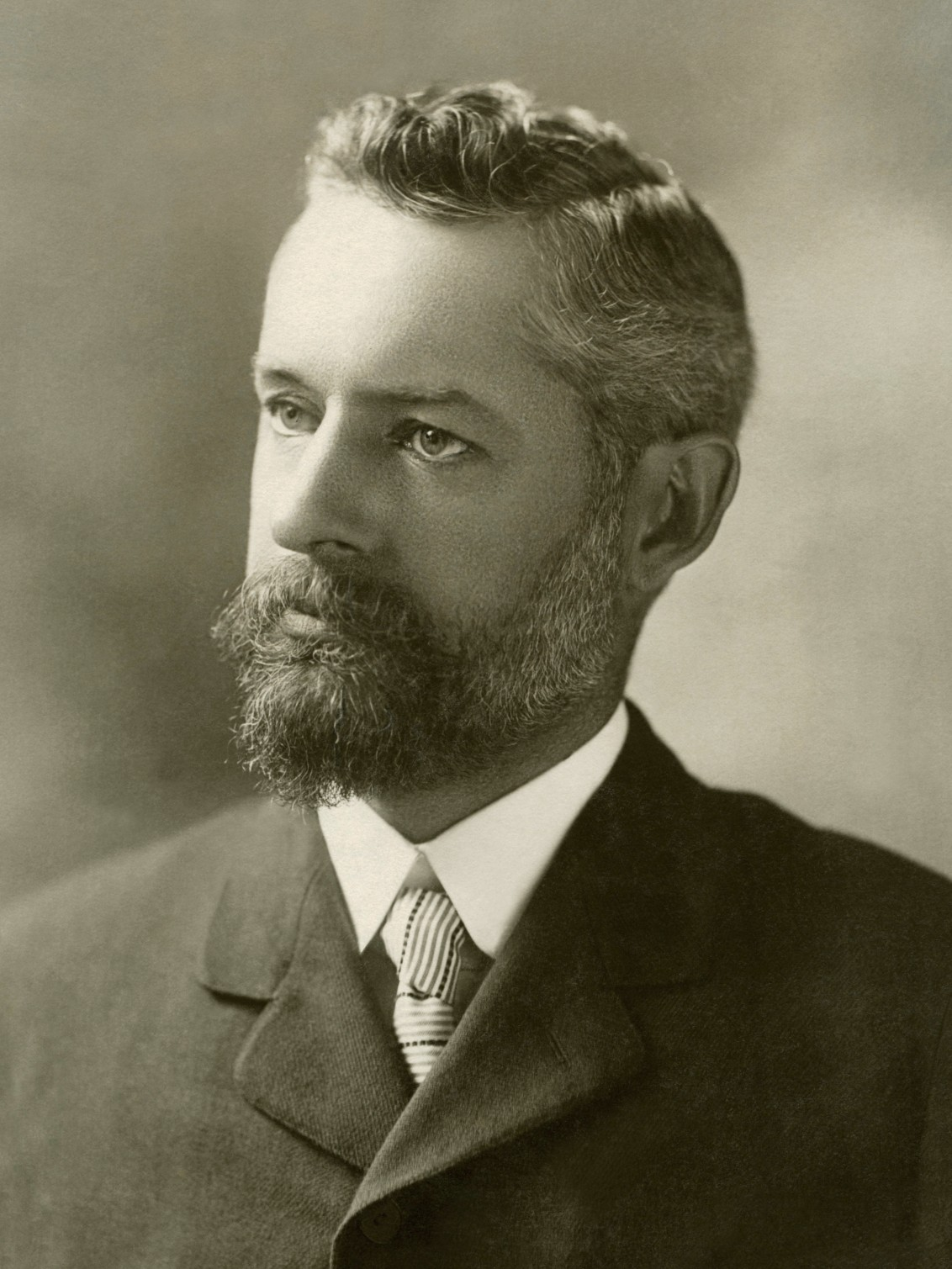
Нельсон на початку 1900-их

У 1890 році Нельсон погодився на посаду спеціального польового агента в експедиції до Долини смерті під керівництвом Клінтона Гарта Мерріама, начальника відділу орнітології та маммології Міністерства сільського господарства США. Після цієї експедиції йому було наказано провести польове дослідження в Мексиці, і Нельсон залишився в країні наступні чотирнадцять років. Нельсон продовжував працювати в Бюро біологічних досліджень до 1929 року, будучи головою бюро з 1916 по 1927 рік
На його честь були названі пустельний товсторіг (Ovis canadensis nelsoni) і молочна змія Нельсона (Lampropeltis triangulum nelsoni). Голотип молочної змії був зібраний Нельсоном і Едвардом Альфонсо Голдманом 18 липня 1897. Він працював з Голдманом впродовж десяти років, досліджуючи мексиканських наземних хребетних. Багновець блідий (Ammodramus nelsoni) також був названий на його честь. Гризуни, названі на його честь, включають Oryzomys nelsoni, Xenomys nelsoni, Ammospermophilus nelsoni, Heteromys nelsoni, Dicrostonyx nelsoni, Dipodomys nelsoni, Chaetodipus nelsoni, Megadontomys nelsoni, Neotoma nelsoni та Nelsonia.
Окрім молочної змії Нельсона, на його честь названо ще аноліс Нельсона, колюча ящірка Нельсона та плямиста черепаха Нельсона . Він був президентом Американського товариства маммалогів з 1921 по 1923 роки. Він також був президентом Американської спілки орнітологів і Біологічного товариства Вашингтона. Він ніколи не одружувався.
У 1895 р. ботаніки Дж. М.Коулт. & Rose описали Neonelsonia, монотипний рід квіткових рослин з Південної Америки, що належить до родини Apiaceae. У 1973 році ботаніки H.Rob. & Brettell опублікували Nelsonianthus, рід квіткових рослин з Мексики та Гватемали, що належить до родини Asteraceae, також названого на честь Нельсона.